# Залесская, Любовь Сергеевна
Любо́вь Серге́евна Зале́сская (6 января 1906 — 29 июня 1979) — советский архитектор и ландшафтный дизайнер. Одна из основателей советской школы ландшафтной архитектуры.

## Биография

### Учёба
Выросла в семье архитектора С. Б. Залесского. В 1923 году поступила в Высшие художественно-технические мастерские. Во ВХУТЕМАС-ВХУТЕИН училась в мастерской Н. А. Ладовского. В 1926 году разработала проект кинотеатра с залом на 2000 мест, затем торгового дома с магазинами, конторами и гостиницей. В 1927—1928 гг. участвовала в поисках новых приёмов пространственной организации жилого дома, разрабатывала типовые жилые секции для муниципального строительства. Ещё студенткой вошла в АСНОВА, в которой была секретарём и членом правления. Дипломной темой стал проект Центрального парка культуры и отдыха в Москве. Окончила ВХУТЕИН в 1929 году.

### Проектная деятельность
С 1929 года Залесская начала работать в Проектном бюро ЦПКиО под руководством Л. М. Лисицкого. В конце 1931 года вместе со своим постоянными в то время соавторами М. И. Прохоровой, Л. И. Савельевой, М. П. Кычаковым участвует в конкурсе на генеральный план ЦПКиО. Проектировала малые архитектурные формы и праздничное оформление для формируемого парка.  В конце 1932 года в составе большой группы архитекторов-паркостроителей перешла на работу в Госзеленстрой. 
В середине 1930-х гг. совместно с М. И. Прохоровой разработала ряд парковых сооружений для ЦПКиО в Ленинграде, в том числе плавучую базу отдыха, зелёный театр и открытую киноаудиторию.
Вместе с И. М. Петровым и М. П. Соколовым (в предвоенные годы) и Л. Е. Розенбергом (присоединился к авторскому коллективу при возобновлении работ) Залесская проектировала Главный ботанический сад Академии наук СССР в Останкине. Активная реализация проекта началась в 1948 году под руководством академика Н. В. Цицина.
В начале 1950-х гг. по совместному с Р. В. Обориной проекту разбит розарий и создана входная часть Выставки достижений народного хозяйства.

### Преподавательская и общественная деятельность
В 1939 году под руководством профессора Е. В. Шервинского начала педагогическую деятельность в Московском архитектурном институте. Находясь в эвакуации в Ташкенте в годы Великой Отечественной войны, защитила диссертацию кандидата архитектуры. В 1949 году по материалам диссертации Залесская издала книгу «Озеленение городов Средней Азии». 
В МАРХИ постоянным стал курс Залесской «История садов и парков», с послевоенного времени на кафедре «Градостроительства» она начала вести курсовое проектирование по теме «Планировка населённых мест» (в 1950-е гг. вместе с профессором В. В. Кратюком).
После получения профессорского звания в МАРХИ в 1963 году, Залесская руководила работой аспирантов по своей специализации, одновременно преподавая архитектурное проектирование в Московском лесотехническом институте. На рубеже 1960-1970-х гг. по инициативе Залесской в МАРХИ создана кафедра «Ландшафтной архитектуры», которой она заведовала до конца жизни. Активно отстаивала статус ландшафтной архитектуры как автономной сферы архитектурного творчества.
По инициативе Залесской в 1955 году при Московской организации Союза архитекторов была создана секция «Озеленение» (ныне – Объединение ландшафтных архитекторов Москвы), которая впоследствии переросла в Комиссию  ландшафтной архитектуры Правления Союза архитекторов СССР.
В 1952 году в прочитала в обществе «Знание» лекцию «Озеленение столицы», которая затем издана отдельной брошюрой. Вместе с В. Д. Александровой составила фундаментальный справочник архитектора «Озеленение городов» (1957), а также два учебника для архитектурных вузов – «Курс ландшафтной архитектуры» (1964) и «Ландшафтная архитектура» в соавторстве с Е. М. Микулиной (1979). Кроме того, Залесская выступила научным редактором русскоязычного перевода книги Дж. О. Саймондса «Ландшафт и архитектура» (1965).
Архивы Л. С. Залесской хранятся в РГАЛИ.

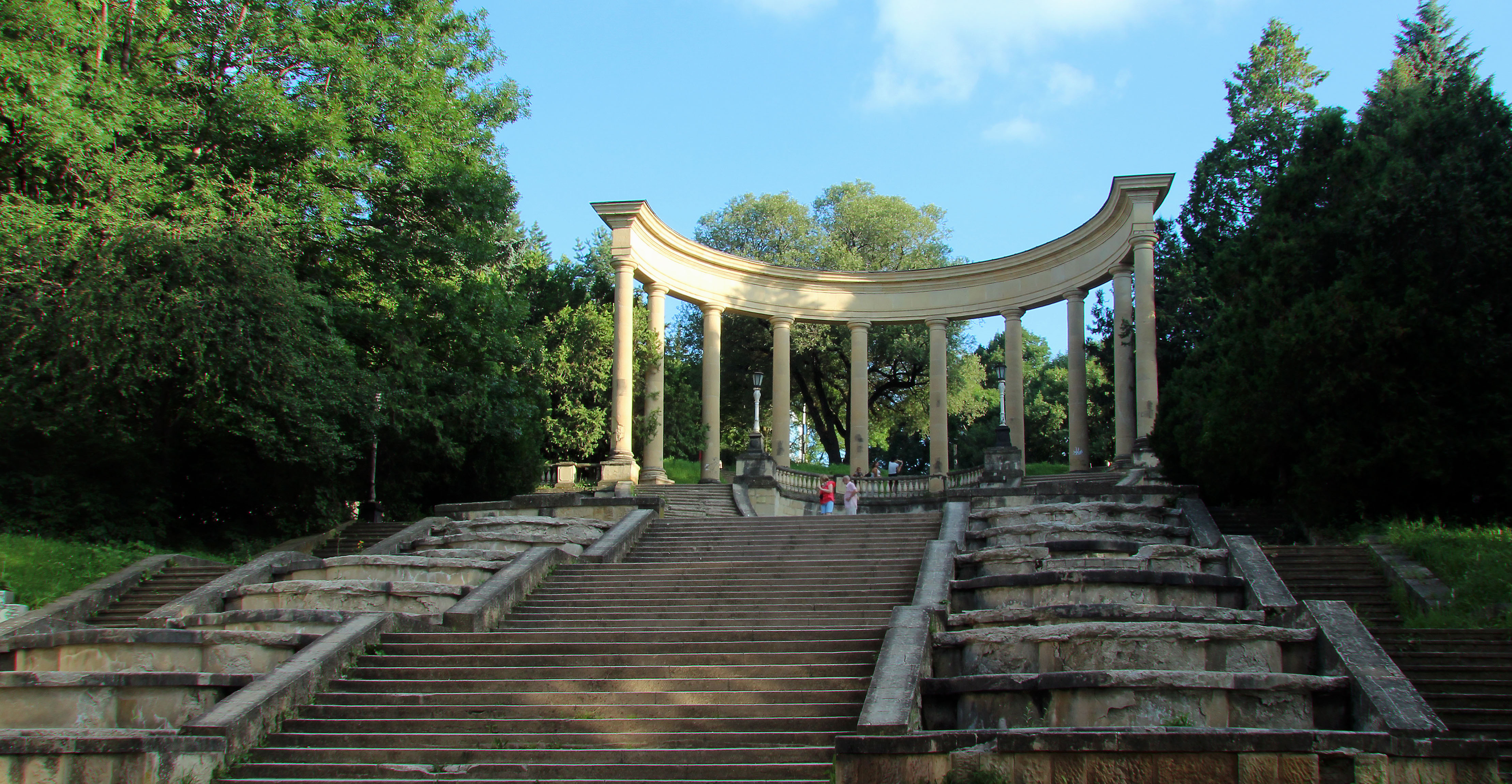
Каскадная лестница, Кисловодск

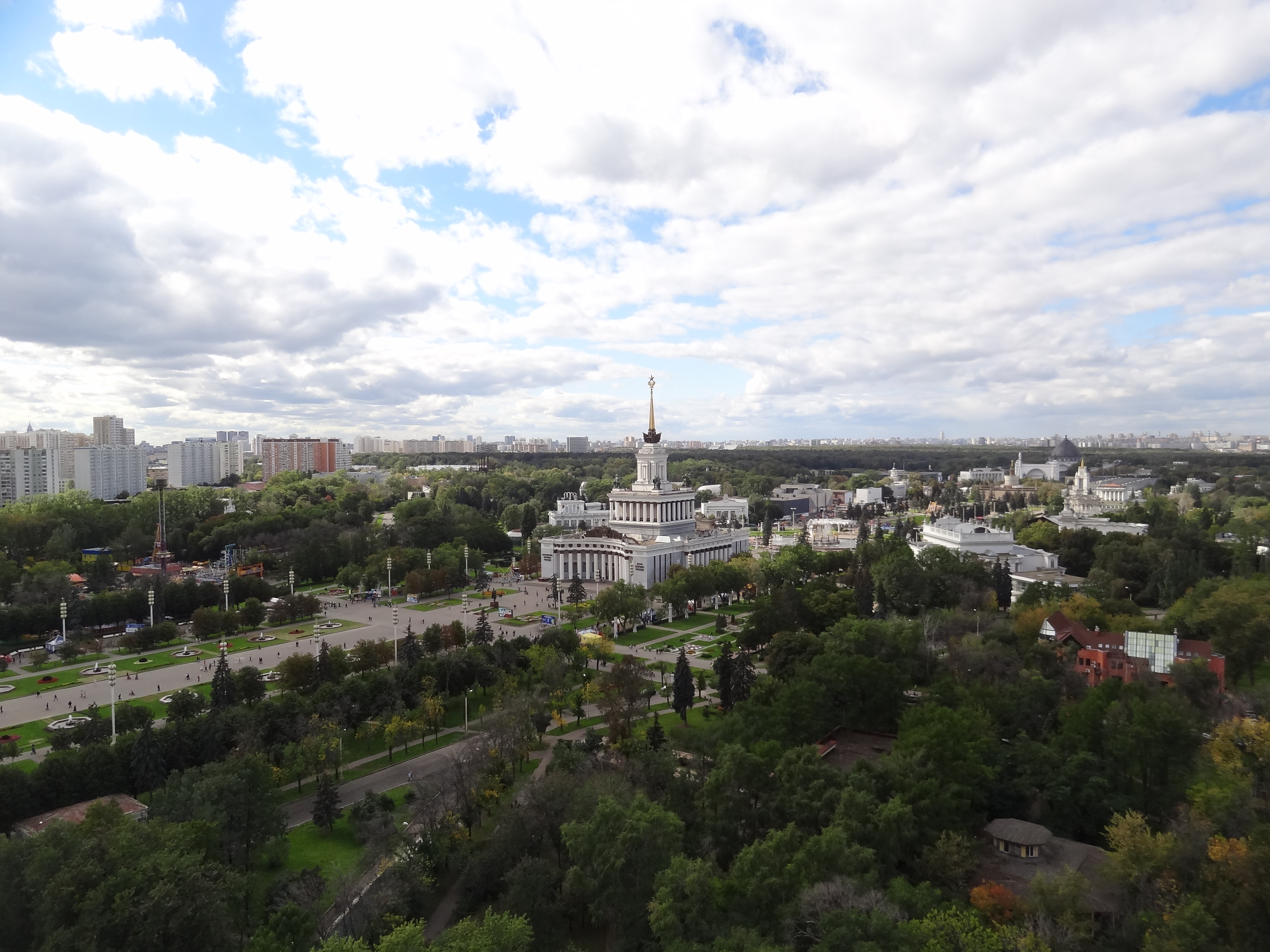
Панорама входной части ВДНХ

## Основные проекты и постройки
- 1926 — проект кинотеатра с залом на две тысячи мест;
- 1926 — проект торгового дома с магазинами, конторами и гостиницей;
- 1927 —1928 — проекты новых типовых жилых секций для муниципального строительства;
- 1929 — дипломный проект «Парк культуры и отдыха в Москве»;
- 1929 — 1932 — малые архитектурные формы и праздничное оформление для Московского ЦПКиО (под руководством Л. М. Лисицкого, а затем К. С. Мельникова совместно с М. П. Коржевым, М. И. Прохоровой, И. П. Кычаковым, А. С. Коробовым.);
- конкурсный проект Дома промышленности в Москве (совместно с М. П. Коржевым, Л. М. Лисицким. и М. И. Прохоровой);
- конкурсный проект здания Академии наук в Минске (совместно с Коржевым М.П. и Прохоровой М.И.);
- конкурсный проект театра массового музыкального действа в Харькове (совместно с А.В. Буниным, М. Г. Кругловой, М. А. Туркусом);
- конкурсный проект здания Синтетического театра в Свердловске (совместно с М. П. Коржевым, М. И. Прохоровой и М. А. Туркусом)[7];
- конкурсный проект здания Дальневосточного рыбного института во Владивостоке (совместно с М. С. Жировым);
- 1930 — конкурсный проект Охотноведческого института в Иркутске[8];
- 1931 — конкурсный проект генерального плана ЦПКиО в Москве (совместно с М. И. Прохоровой , Л. И. Савельевой, И. П. Кычаковым);
- озеленение посёлка «Баррикады» в Сталинграде (соавтор В. А. Петров);
- 1932 — ПКиО и городской сад в Челябинске (соавтор М. И. Прохорова, осуществлён частично);
- 1933 — ПКиО в Сталиногорске (осуществлён частично);
- ПКиО в Егорьевске (соавторы А. Л. Воробьёва и Е.М. Мовчановская);
- ПКиО в Минске (соавторы М. П. Коржев, А. С. Коробов, Л. Е. Розенберг);
- ПКиО в Чарджоу (соавтор М. И. Прохорова);
- Физкультурная база в ЦПКиО Сталинграда;
- Плавучая база отдыха,  зелёный театр и открытая киноаудитория для ЦПКиО Ленинграда (совместно с М. И. Прохоровой);
- Проект стадиона в зоне физкультуры и спорта ЦПКиО имени М. Горького, Москва;
- 1935 — Генплан ПКиО имени Жданова в Сормове, Горький  памятник архитектуры (региональный)[9];
- 1936 — ПКиО в Железноводске (осуществлён частично);
- 1936 — Курортный парк в Кисловодске. Каскадная лестница (соавтор К. А. Шевченко)  памятник архитектуры (региональный)[10];
- 1937 — участие в реконструкции Южного берега Крыма в составе мастерской М. Я. Гинзбурга;
- 1940 — 1948 — Главный ботанический сад Академии наук СССР в Останкине (в соавторстве с И. М. Петровым М. П. Соколовым, Л. Е. Розенбергом)  памятник архитектуры (региональный)[11];
- 1954 — Центральная аллея и Южный розарий[12] ВСХВ-ВДНХ (в соавторстве с Р. В. Обориной).

## Награды
- Орден «Знак Почёта» (21.09.1966)[13]

## Избранные работы
- Залесская Л. С. Озеленение городов Средней Азии. — Москва: Издательство Академии архитектуры СССР, 1949. — 96 с.
- Залесская Л. С. Курс ландшафтной архитектуры : [для архитектурных вузов и факультетов]. — Москва: Стройиздат, 1964. — 184 с.
- Залесская Л. С., Микулина Е. М. Ландшафтная архитектура. — Москва: Стройиздат, 1979. — 236 с.

## Семья
Отец — Сергей Борисович Залесский (1867—1933) — русский архитектор, видный мастер московского модерна, автор Дома Экономического общества офицеров;
Первый муж — Лев Константинович Книппер (1898—1974) — советский композитор.
- Сын — Андрей Львович Книппер (1931—2010) — советский и российский геолог.

Второй муж — Николай Павлович Аносов (1900—1962) — советский дирижёр, педагог, историк и теоретик дирижирования.